# Demokratiska unionen
Demokratiska unionen, Demokratski sojuz (DS) är ett politiskt parti i Makedonien.
I valet den 15 september 2002 fick partiet endast 1,2 % av rösterna och blev utan parlamentarisk representation.
I parlamentsvalen 2006 (två mandat) och 2008 ingick partiet i de segrande valkartellerna VRMO-LPM-koalitionen och För ett bättre Makedonien.